# 木村晃彦
木村 晃彦（きむら あきひこ）は、日本・中国の材料工学者。京都大学名誉教授。元京都大学エネルギー理工学研究所副所長。

## 人物・経歴
1972年宮城県仙台第一高等学校卒業。1976年東北大学工学部卒業。1982年東北大学大学院工学研究科金属材料工学専攻博士課程修了、工学博士。室蘭工業大学工学部助教授を経て、1993年東北大学金属材料研究所助教授。1997年京都大学大学院エネルギー理工学研究科教授。1998年京都大学エネルギー理工学研究所教授。京都大学エネルギー理工学研究所副所長を経て、2019年定年退職、京都大学名誉教授、重慶大学材料科学与工程学院材料加工工程系着任。

## 受賞
- 日本金属学会原田研究奨励賞 1992[9]
- 日本金属学会村上奨励賞 1992[9]
- 日本金属学会論文賞 1994[9]
- 米国鉱物金属材料学会編集貢献賞 2012[9]
- 日本金属学会谷川・ハリス賞 2015[9]
- 日本原子力学会フェロー 2015[9]
- 日本金属学会功労賞 2016[9]